# ارولین والن
ارولین والن (انگلیسی: Errollyn Wallen؛ زادهٔ ۱۰ آوریل ۱۹۵۸) آهنگساز، و نوازنده پیانو اهل بلیز است.
وی همچنین برندهٔ جوایزی همچون ۱۰۰ زن بی‌بی‌سی شده‌است.